# Balc
Balc é uma comuna romena localizada no distrito de Bihor, na região histórica da Crișana (parte da Transilvânia). A comuna possui uma área de 79.08 km² e sua população era de 3571 habitantes segundo o censo de 2007.